# Francisco Oliva (músic)
Francisco Oliva (Santiago de Xile, 1820 - 1872) fou un músic xilè.
Estudià sota la direcció del compositor xilè José Zapiola, i el 1836 fou nomenat músic major de la banda d'un vaixell de guerra. Es trobà en el bloqueig del Callao i en la campanya d'Arequipa el 1837. El 1838 i 1839 assistí com a director de música del batalló de Colchagua a la segona campanya del Perú, tornant després a Xile amb l'exèrcit restaurador. El 1853 fou nomenat professor del Conservatori i el 1860 director del mateix establiment. Junt amb Zapiola, redacta el Semanario Musical, fundat del 1852.